# Kisubotnahnúkur
Kisubotnahnúkur är en bergstopp i republiken Island. Den ligger i regionen Suðurland, 140 km öster om huvudstaden Reykjavík. Toppen på Kisubotnahnúkur är 1 153 meter över havet. Kisubotnahnúkur ingår i Kerlingarfjöll.
Trakten runt Kisubotnahnúkur är nära nog obefolkad, med mindre än två invånare per kvadratkilometer. Det finns inga samhällen i närheten. Trakten runt Kisubotnahnúkur består i huvudsak av gräsmarker.